# Черенковицы
Чере́нковицы (фин. Serenkovitz) — деревня в Бегуницком сельском поселении Волосовского района Ленинградской области.

## История
Впервые упоминается в Писцовой книге Водской пятины как деревня Черенковичи в Григорьевском Льешском погосте.
Затем как деревня Tzirenkouitza by в Григорьевском погосте в шведских «Писцовых книгах Ижорской земли» 1618—1623 годов.
Обозначена на карте Ингерманландии А. И. Бергенгейма, составленной по материалам 1676 года, как деревня Tserenkowits.
На шведской «Генеральной карте провинции Ингерманландии» 1704 года — как деревня Tserenkovits.
Как деревня Черенковиц она обозначена на «Географическом чертеже Ижорской земли» Адриана Шонбека 1705 года.
На карте Санкт-Петербургской губернии Я. Ф. Шмидта 1770 года упоминается как село Черенковицы.
На карте Санкт-Петербургской губернии Ф. Ф. Шуберта 1834 года — как деревня Черенковицы, состоящая из 50 крестьянских дворов.

ЧЕРЕНКОВИЦЫ — деревня, принадлежит наследникам коллежского советника Вахтина, число жителей по ревизии: 73 м. п., 77 ж. п.

ЧЕРЕНКОВИЦЫ — деревня, принадлежит дочери титулярного советника Чернышёва, число жителей по ревизии: 41 м. п., 43 ж. п. (1838 год)

На этнографической карте Санкт-Петербургской губернии П. И. Кёппена 1849 года она обозначена как деревня «Serencowitz», расположенная в ареале расселения савакотов. В пояснительном тексте к этнографической карте она записана как деревня Serencowitz (Черенковицы) и указано количество её населения на 1848 год: савакоты — 17 м. п., 18 ж. п., всего 35 человек, а также русские, «количество которых больше, имеющих здесь свою часовню».

ЧЕРЕНКОВИЦЫ — деревня жены капитана барона Корфа, 27 вёрст по почтовому тракту, а остальное по просёлкам, число дворов — 26, число душ — 57 м. п. 

ЧЕРЕНКОВИЦЫ — деревня вдовы чиновника 5 класса Олонкиной, там же, число дворов — 36, число душ — 34 м. п. (1856 год)

ЧЕРЕНКОВИЦЫ I — деревня, число жителей по X-ой ревизии 1857 года: 49 м. п., 63 ж. п., всего 112 чел.

ЧЕРЕНКОВИЦЫ II — деревня, число жителей по X-ой ревизии 1857 года: 27 м. п., 35 ж. п., всего 62 чел.

- План деревни Черенковицы. 1860 год

В 1860 году деревня насчитывала 41 двор, в деревне была часовня.

ЧЕРЕНКОВИЦЫ — деревня владельческая при колодце, число дворов — 24, число жителей: 72 м. п., 89 ж. п. Часовня.

ЧЕРЕНКОВИЦЫ — деревня владельческая при колодце, число дворов — 13, число жителей: 38 м. п., 46 ж. п. (1862 год)

В 1867 году временнообязанные крестьяне деревни выкупили свои земельные наделы у М. П. Шпигельберг, а в 1869—1870 годах у баронессы Е. Д. Корф и стали собственниками земли.
В 1881 году в одной версте к северо-западу от деревни Черенковицы были раскопаны 9 курганов XII века, «содержащих безинвентарные трупоположения».

ЧЕРЕНКОВИЦЫ I — деревня, по земской переписи 1882 года: семей — 26, в них 78 м. п., 89 ж. п., всего 167 чел.

ЧЕРЕНКОВИЦЫ II — деревня, по земской переписи 1882 года: семей — 13, в них 26 м. п., 31 ж. п., всего 57 чел.

ЧЕРЕНКОВИЦЫ I — деревня, число хозяйств по земской переписи 1899 года — 24, число жителей: 78 м. п., 73 ж. п., всего 151 чел.; разряд крестьян: бывшие владельческие; народность: русская

ЧЕРЕНКОВИЦЫ II — деревня, число хозяйств по земской переписи 1899 года — 7, число жителей: 16 м. п., 22 ж. п., всего 38 чел.; разряд крестьян: бывшие владельческие; народность: русская — 17 чел., финская — 21 чел.

По данным 1899 года в Черенковицах находилась часовня, приписанная к приходу Чирковицкой церкви Спаса Нерукотворного образа.
В конце XIX — начале XX века деревня административно относилась к Княжевской волости 1-го стана Ямбургского уезда Санкт-Петербургской губернии.
С 1917 по 1923 год деревня Черенковицы входила в состав Черенковицкого сельсовета Княжевско-Ильешской волости Кингисеппского уезда.
С 1923 года в составе Врудской волости.
С 1924 года в составе Смёдовского сельсовета.
Согласно данным переписи населения СССР 1926 года в деревне Черенковицы проживали 229 человек, большинство русские, а также финны и эстонцы.
С 1927 года в составе Молосковицкого района.
- План деревни Черенковицы. 1930 год

Согласно топографической карте 1930 года деревня насчитывала 52 крестьянских двора. В центре деревни находилась часовня.
С 1931 года в составе Волосовского района.
По административным данным 1933 года деревня Черенковицы входила в состав Смедовского сельсовета Волосовского района.
В 1940 году население деревни Черенковицы составляло 247 человек.
С 16 августа 1941 года по 28 января 1944 года деревня находилась в немецкой оккупации. В здании школы находилась комендатура. Население угнали на принудительные работы в Германию и в Прибалтику. При отступлении немцы деревню сожгли.
Три жительницы деревни во время войны находились в партизанском отряде: Фёдорова Мария Васильевна с дочерьми Татьяной и Еленой. Они награждены орденами и медалями.
С Великой Отечественной войны не вернулись 16 человек из деревни:
1. Васильев В. Ф.
2. Васильев И. Р.
3. Васильев Н. А.
4. Дмитриев А. П.
5. Киселёв А. И.
6. Ключников В. Ф.
7. Ларионов В. И.
8. Ларионов Ф. И.
9. Мартинс И. А.
10. Николаев Н. Н.
11. Прохорова Г. А.
12. Савельев А. К.
13. Скипнар А. П.
14. Тарасов Н. И.
15. Терентьев И. П.
16. Фёдоров Л. И.

С 1954 года в составе Чирковицкого сельсовета.
С 1963 года в составе Кингисеппского района.
С 1965 года вновь в составе Волосовского района. В 1965 году население деревни Черенковицы составляло 96 человек.
По данным 1966, 1973 и 1990 годов деревня Черенковицы также входила в состав Чирковицкого сельсовета.
В 1997 году в деревне проживали 13, в 2002 году — 20 человек (русские — 90 %), деревня входила в состав Чирковицкой волости.
В 2007 году в деревне проживали 18, в 2010 году — 19 человек, деревня входила в состав Зимитицкого сельского поселения.
7 мая 2019 года деревня вошла в состав Бегуницкого сельского поселения.

## География
Деревня находится на Ижорской возвышенности.
Расположена на автодороге 41К-043 (Карстолово — Терпилицы).
Расстояние до административного центра поселения — 10 км.
Расстояние до ближайшей железнодорожной станции Вруда — 14 км.

## Демография
| 1862 | 2002 | 2007 | 2010 | 2013 | 2017 |
| ---- | ---- | ---- | ---- | ---- | ---- |
| 245  | ↘20  | ↘18  | ↗19  | ↘16  | ↗19  |

### Национальный состав
Согласно данным Всероссийской переписи населения 2021 года в деревне проживали 32 человека, из них:
 русские — 22, армяне — 7, табасараны — 2, другие национальности — 1 человек.

## Достопримечательности
В центре деревни, на холме находится братская могила за № 02011, в которой похоронены 50 неизвестных советских солдат, погибших в боях за Черенковицы и в соседних деревнях в августе 1941 года.